# Miklós Németh (politicus)

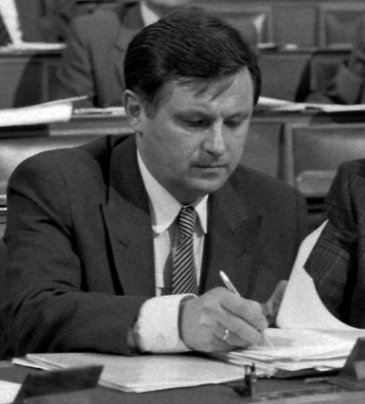
Miklós Németh in 1989

Miklós Nemeth (Monok, 14 januari 1948) is een Hongaars politicus. Hij studeerde economie. Later was hij economisch adviseur. Hij was lid van de communistische Hongaarse Socialistische Arbeiderspartij (MSZMP). Vanaf de jaren tachtig stond hij bekend als een 'reform-communist.' In 1986 werd hij lid van het Centraal Comité van de MSZMP en in 1987 werd hij lid van het Politbureau. Op 23 november 1988 nam hij het belangrijke ambt van premier op zich. In mei 1989 liet hij de grensversperringen van het IJzeren Gordijn tussen Hongaars-Oostenrijkse grens verwijderen. Veel Oost-Duitsers konden op die manier gemakkelijker via Hongarije en Oostenrijk naar de Bondsrepubliek Duitsland reizen.
Ondanks de tegenwerking van conservatieve communisten wist hij met behulp van de progressieve en hervormingsgezinde communisten enkele belangrijke democratische hervormingen door te voeren. Vanaf het voorjaar van 1989 stond hij voortdurend in contact met de oppositie. Hij gaf zijn toestemming voor rondetafelconferenties tussen de communistische partij (MSZMP) en de oppositie. In de loop van 1989 hief hij het eenpartijstelsel op en legaliseerde zijn regering de andere partijen. 
Op 6 juli 1989 maakte het Hooggerechtshof de volledige rehabilitatie van Imre Nagy, Pál Maléter en Zoltán Tildy bekend. Deze drie personen speelden een belangrijke rol tijdens de Hongaarse Opstand van 1956 en werden voor die tijd door de communistische regering verguisd. 
Op 7 oktober wijzigde de Hongaarse Verenigde Socialistische Arbeiderspartij haar naam in Hongaarse Socialistische Partij. Bij de mei-verkiezingen van 1990 leed de socialistische partij een nederlaag en trad Németh als premier af. Hij werd vicevoorzitter van de Europese Bank voor Wederopbouw en Ontwikkeling, een functie die hij tot het jaar 2000 vervulde.